# Aqueducs de la Vanne et du Loing
Les aqueducs de la Vanne et du Loing sont deux aqueducs qui acheminent de l’eau potable depuis des sources situées en Bourgogne et en Île-de-France jusqu’aux réservoirs de Paris. Ces aqueducs portent le nom des rivières qui les alimentent : la Vanne, un affluent de l’Yonne, et le Loing, un affluent de la Seine. L'aqueduc du Loing est parfois nommé aqueduc du Loing et du Lunain.
D’une longueur de 156 km, l’aqueduc de la Vanne dont la construction a commencé en 1866 et s’est achevée en 1874, est l’œuvre de l’ingénieur Eugène Belgrand qui l’a conçu à la demande du baron Haussmann qui souhaitait faire venir l’eau potable de sites éloignés de Paris afin de garantir une alimentation en eau de qualité avec un débit régulier.
Construit entre 1897 et 1900, en complément de l’aqueduc de la Vanne dont il suit le parcours depuis la forêt de Fontainebleau jusqu’à Paris, l'aqueduc du Loing a une longueur totale moindre : 95 km. Mais son débit est plus important car son diamètre est plus grand et, de plus, il reçoit les eaux de deux aqueducs secondaires : celui de la Voulzie (depuis 1925) et celui du Lunain.
Les aqueducs de la Vanne et du Loing ainsi que les aqueducs secondaires sont entièrement gérés par Eau de Paris qui est la régie municipale chargée de la production et de la distribution de l’eau dans la capitale.

## Historique
Les aqueducs de la Vanne et du Loing font partie d'un projet d'aqueducs conçu en 1858 par l'ingénieur Eugène Belgrand à la demande du baron Haussmann pour approvisionner Paris en eau potable captée dans les sources de rivières situées en dehors de la capitale. Le projet de Belgrand prévoit la construction d'un réseau de quatre aqueducs acheminant les eaux des sources de l'Avre en Normandie ; de la Dhuis en Picardie ; du Loing et de la Vanne au sud de l'Île-de-France et en Bourgogne.
L'aqueduc de la Dhuis est mis en service le premier, en 1865, puis l'aqueduc de la Vanne en 1874, l'aqueduc de l'Avre en 1893, et enfin l'aqueduc du Loing en 1900.
En 1925, l'aqueduc de la Voulzie est mis en service comme aqueduc secondaire de celui du Loing.
À leur mise en service, les deux aqueducs de la Vanne et du Loing ont directement alimenté le réservoir de Montsouris à Paris. L'aqueduc de la Vanne est coupé, le 15 juin 1940, par le génie français, près de Villeperrot, pour empêcher les Allemands de l'emprunter, les ponts alentour ayant été dynamités.
Depuis 1969, l'aqueduc de la Vanne est relié par une dérivation au réservoir de L'Haÿ-les-Roses qui est maintenant son réservoir terminal.

## Sources et champs captants

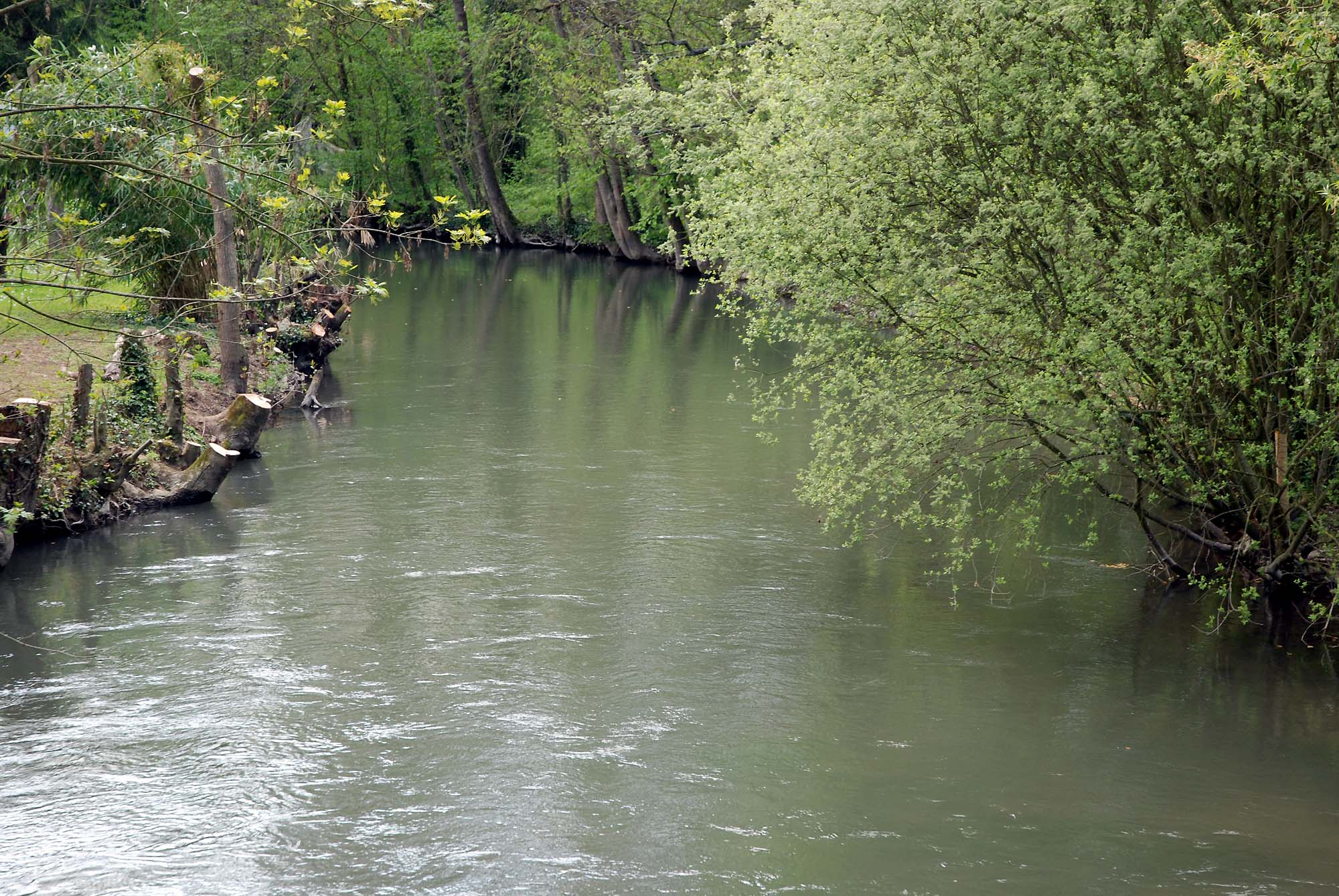
La Vanne à Bagneaux, à proximité des sources hautes de l'aqueduc de la Vanne.

Les sources qui alimentent l'aqueduc de la Vanne se situent dans le bassin de la Vanne : les sources hautes et les sources basses, à l'est de Sens ; et de l'Yonne : la source de Cochepies, au sud-est de Villeneuve-sur-Yonne. À ces sources, des eaux provenant de champs captants situés le long de l'Yonne sont ajoutées à l'aqueduc : le champ captant des Vals d'Yonne à Gisy-les-Nobles, et des vals de Seine sur le territoire de La Grande-Paroisse, qui ont été reliés à l'aqueduc en 1936 et 1955 respectivement.
L'aqueduc du Loing est lui alimenté par des sources situées dans le bassin du Loing : les sources de La Joie, de Chaintréauville et de Bourron, au nord de Nemours, et celles de la vallée du Lunain : la source de Villemer et le captage de Villeron. Quant à l'aqueduc secondaire de la Voulzie, il est alimenté par des eaux de sources de la vallée de la Voulzie : les sources de la Voulzie, du Durteint et du Dragon, dans les environs de Provins.

## Parcours
Le parcours de l’aqueduc de la Vanne jusqu'à Paris s'effectue pour une grande partie dans des tranchées couvertes ou dans des conduites souterraines, mais aussi sur de nombreux ponts-siphons ou ponts-aqueducs dont celui d'Arcueil-Cachan, long de près de 2 kilomètres, avec ses 77 arcades qui s'élèvent jusqu'à 38 m au-dessus du sol. Il permet de franchir la vallée de la Bièvre entre Arcueil et Cachan.
L'aqueduc du Loing a un parcours principalement souterrain jusqu'à la station de relevage de Sorques qui permet de relever les eaux de l'aqueduc à la cote 92 m, au niveau de celles de l'aqueduc de la Vanne qu'il rejoint ensuite dans la forêt de Fontainebleau, dans le centre de traitement et de relance de Fontainebleau situé au niveau du quartier de la Croix-du-Grand-Maître, à l'ouest de Veneux-les-Sablons.
L'aqueduc de la Voulzie suit en partie le cours de la rivière. Ses eaux, provenant de différentes sources de la région de Provins, sont traitées dans l'usine de Longueville, puis l'aqueduc se dirige vers Champagne-sur-Seine où il franchit la Seine pour atteindre l'usine de traitement de Fontainebleau.
L'usine de Fontainebleau est le lieu où se rejoignent les trois aqueducs. C'est à partir de cette usine que l'aqueduc du Loing, qui reçoit les eaux de l'aqueduc de la Voulzie, gagne Paris en suivant le parcours de celui de la Vanne dont il emprunte tous les ouvrages d'art.
Les deux aqueducs cheminent côte à côte de Fontainebleau à Paris, soit en souterrain soit sur des ponts-aqueducs ou siphons-aqueducs pour franchir les rivières telles que l'École (à Dannemois), l'Essonne (entre Mennecy et Villabé), l'Orge (entre Viry-Châtillon et Savigny-sur-Orge) et la Bièvre (à Cachan et Arcueil).
Peu avant Paris, une petite dérivation de l'aqueduc de la Vanne permet d'alimenter le réservoir de L'Haÿ-les-Roses. Puis les deux aqueducs se séparent pour franchir la vallée de la Bièvre. L'aqueduc de la Vanne franchit la vallée par le pont-aqueduc d'Arcueil, alors que l'aqueduc du Loing la franchit par un pont-siphon à Cachan.

Le pont-aqueduc de la Vanne entre Arcueil et Cachan.

Les deux aqueducs se rejoignent à nouveau au niveau du fort de Montrouge, pour finalement atteindre le réservoir de Montsouris, leur destination finale à Paris.

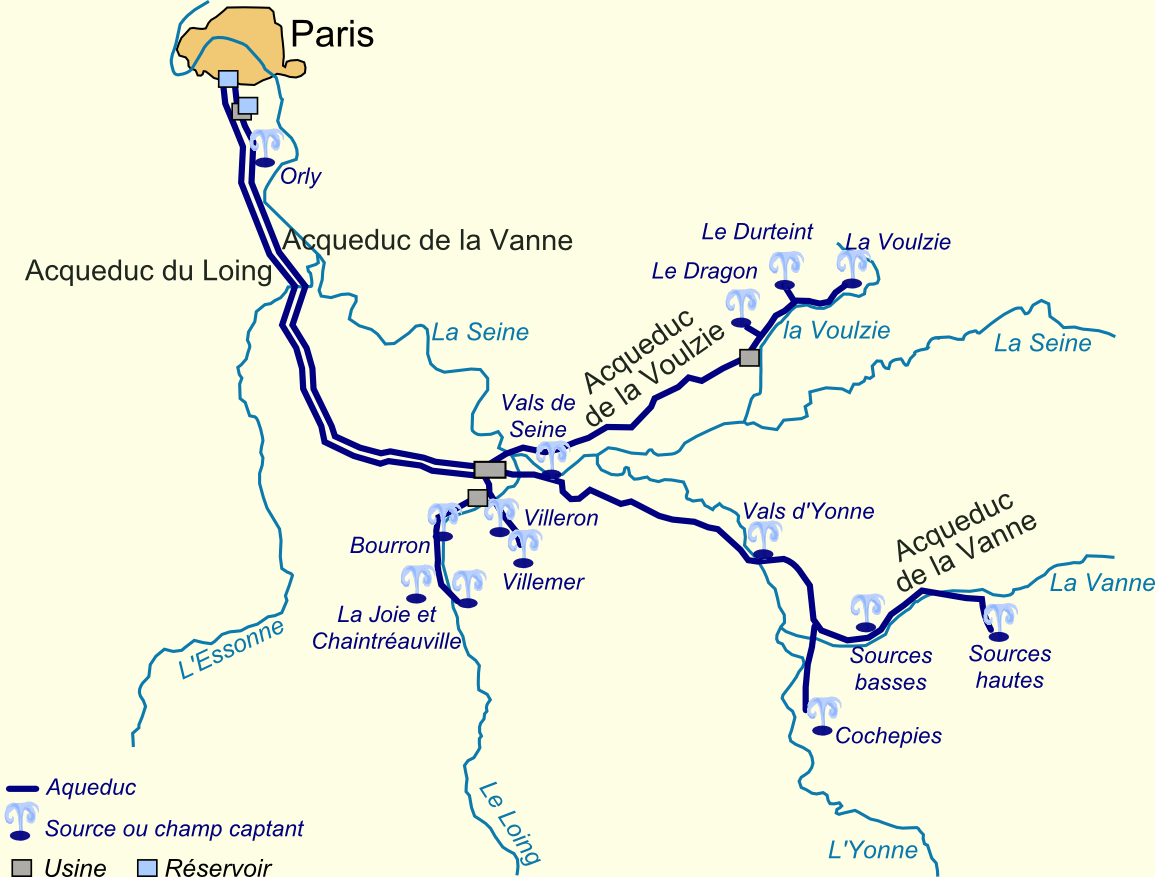
Parcours des aqueducs de la Vanne, du Loing et de la Voulzie.

## Caractéristiques
|                                 |                                 | Aqueduc de la Vanne                                                        | Aqueduc du Loing                                         |
| ------------------------------- | ------------------------------- | -------------------------------------------------------------------------- | -------------------------------------------------------- |
| Construction                    | Construction                    | 1867 - 1874                                                                | 1897 - 1900                                              |
| Longueur totale                 | Longueur totale                 | 156 km                                                                     | 95 km                                                    |
| ↳                               | longueur des tranchées voûtées  | 76 km                                                                      |                                                          |
| ↳                               | longueur des souterrains        | 42 km                                                                      |                                                          |
| ↳                               | longueur des siphons            | 21,5 km                                                                    |                                                          |
| ↳                               | longueur des ponts-viaducs      | 16,6 km                                                                    | 0,3 km                                                   |
| Diamètre intérieur des galeries | Diamètre intérieur des galeries | de 1,80 m à 2,10 m                                                         | 2,50 m                                                   |
| Pente moyenne                   | Pente moyenne                   | 13 cm/km                                                                   |                                                          |
| Débit maximal                   | Débit maximal                   | 145 000 m3/jour                                                            | 210 000 m3/jour                                          |
| Usage actuel                    | Usage actuel                    | Réservoir de L'Haÿ-les-Roses (qui dessert le sud et le sud-ouest de Paris) | Réservoir de Montsouris (qui dessert le centre de Paris) |

## Communes traversées

### Aqueduc de la Vanne
- Département de l'Yonne : Flacy - Villeneuve-l'Archevêque - Molinons - Foissy-sur-Vanne - (franchissement de la Vanne) - Chigy - Pont-sur-Vanne - Villiers-Louis - Malay-le-Petit - Malay-le-Grand - Sens - Soucy - Cuy - Évry (Yonne) - Gisy-les-Nobles - (franchissement de l'Yonne) - Villeperrot - Pont-sur-Yonne - Villemanoche - Champigny - Chaumont - Villeblevin - Saint-Agnan - Villeneuve-la-Guyard.
- Département de Seine-et-Marne : La Brosse-Montceaux - Esmans - Noisy-Rudignon - Ville-Saint-Jacques - Montarlot - La Grande-Paroisse - Ecuelles - Moret-sur-Loing - Fontainebleau (usine de la Croix-des-Grands-Maîtres).

### Aqueduc du Loing
Département de Seine-et-Marne :
- Aqueduc du Loing seul : Saint-Pierre-lès-Nemours - Grez-sur-Loing - Bourron-Marlotte - Montigny-sur-Loing - (usine de Sorques) ;
- Aqueduc du Lunain seul :  Villemer  -Épisy - (franchissement du Loing) -  Montigny-sur-Loing - (usine de Sorques) ;
- Aqueduc du Loing et du Lunain : Montigny-sur-Loing - (usine de Sorques) - Fontainebleau (usine de la Croix-des-Grands-Maîtres).

### Aqueducs de la Vanne et du Loing
- Département de Seine-et-Marne : Fontainebleau (usine de la Croix-du-Grand-Maître) - Arbonne-la-Forêt - Noisy-sur-École.
- Département de l'Essonne : Milly-la-Forêt - Courances - Dannemois (franchissement de l'École) - Soisy-sur-École - Champcueil - Chevannes - Mennecy - (franchissement de l'Essonne) - Villabé - Lisses - Courcouronnes - Bondoufle - Ris-Orangis - Grigny - Viry-Châtillon - (franchissement de l'Orge) - Savigny-sur-Orge - Juvisy-sur-Orge  - Morangis - Paray-Vieille-Poste.
- Département du Val-de-Marne : Rungis - Chevilly-Larue - L'Haÿ-les-Roses (réservoir de L'Haÿ-les-Roses) - Cachan - (franchissement de la Bièvre) - Arcueil.
- Département des Hauts-de-Seine : Bagneux - Montrouge.
- Département du Val-de-Marne : Gentilly.
- Paris : Paris (réservoir de Montsouris).

## Ouvrages d’art

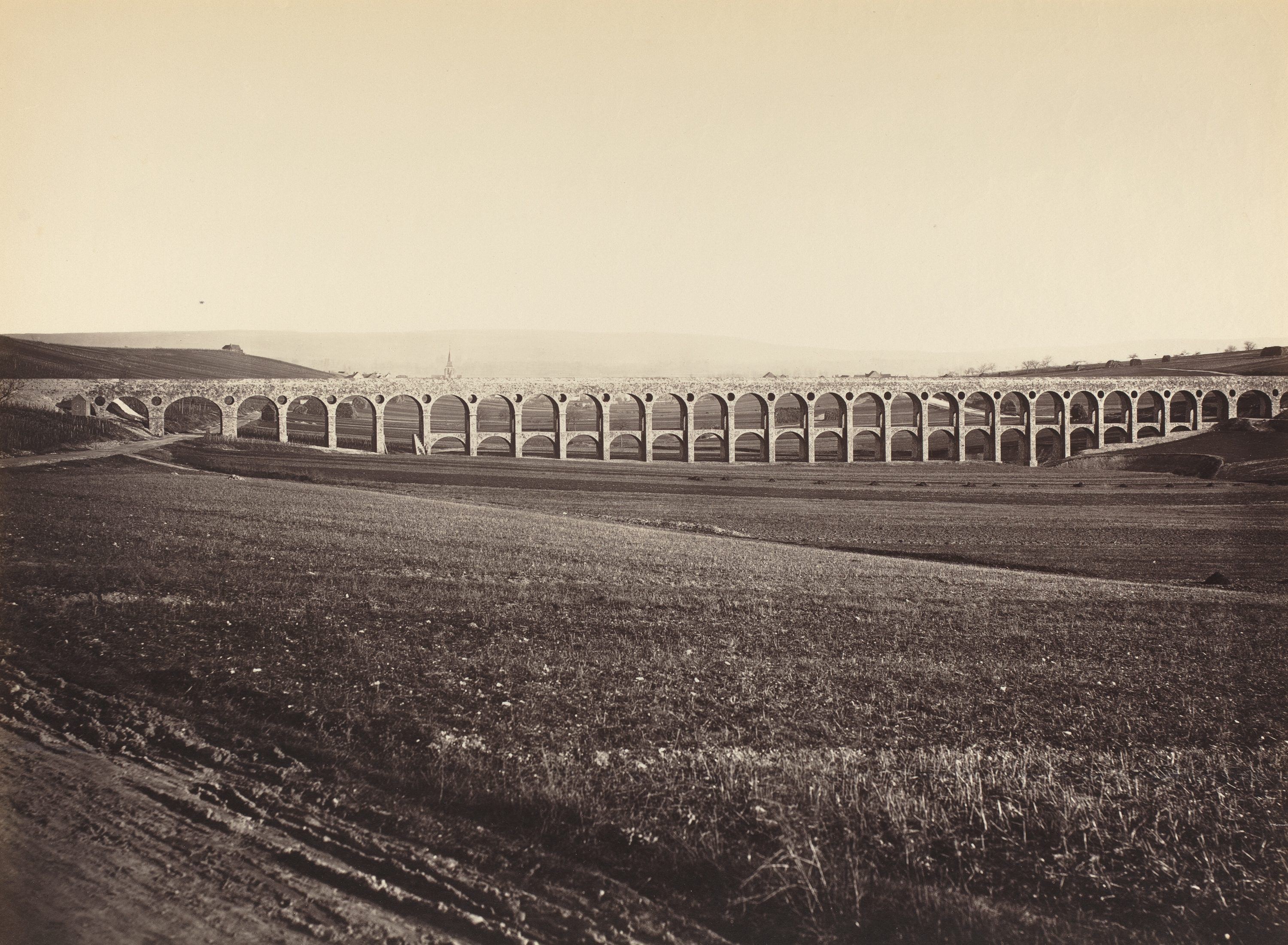
Arcades de l'aqueduc de la Vanne à Cuy, par le photographe Auguste Hippolyte Collard, en 1873.

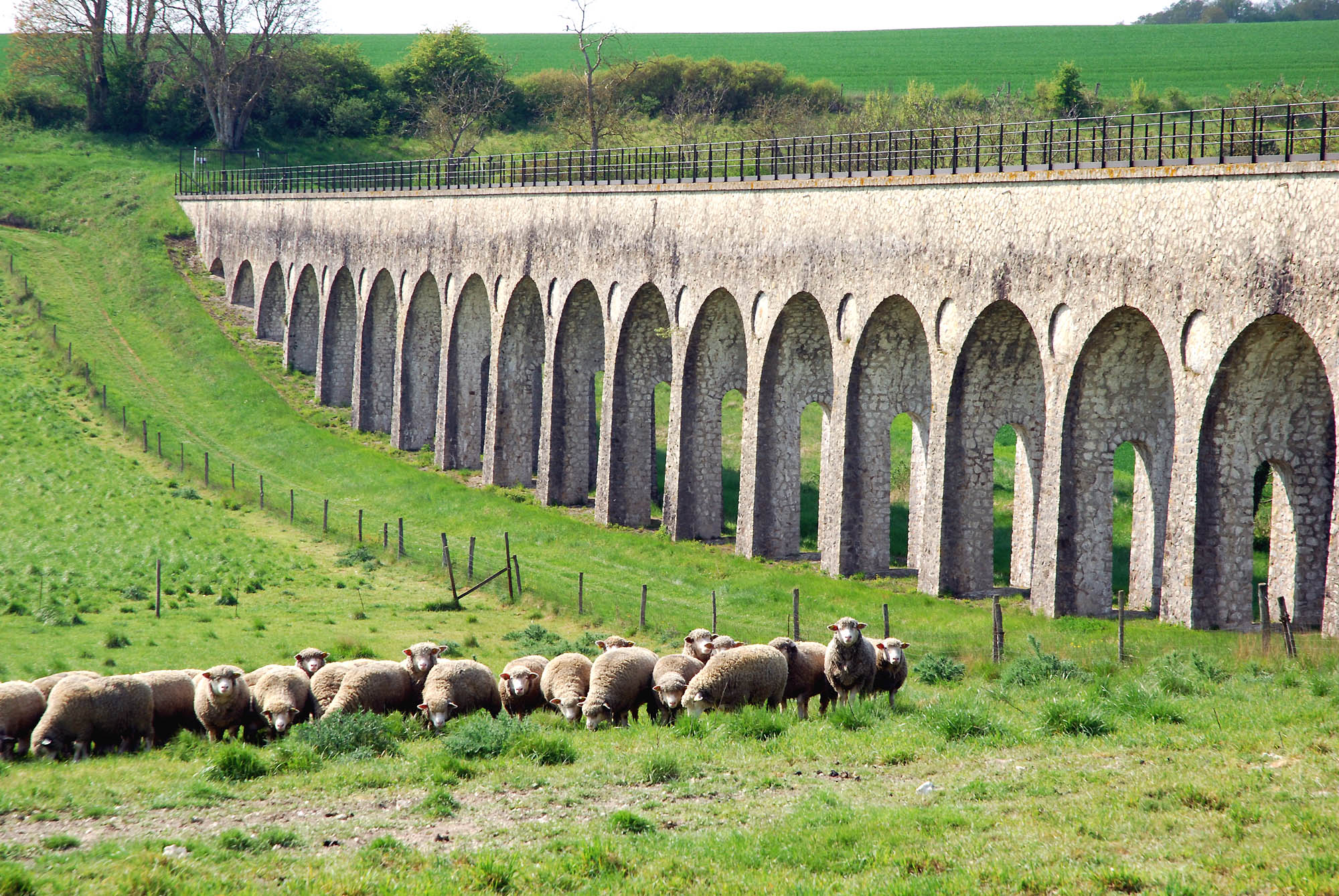
L'aqueduc de la Vanne à Pont-sur-Vanne.

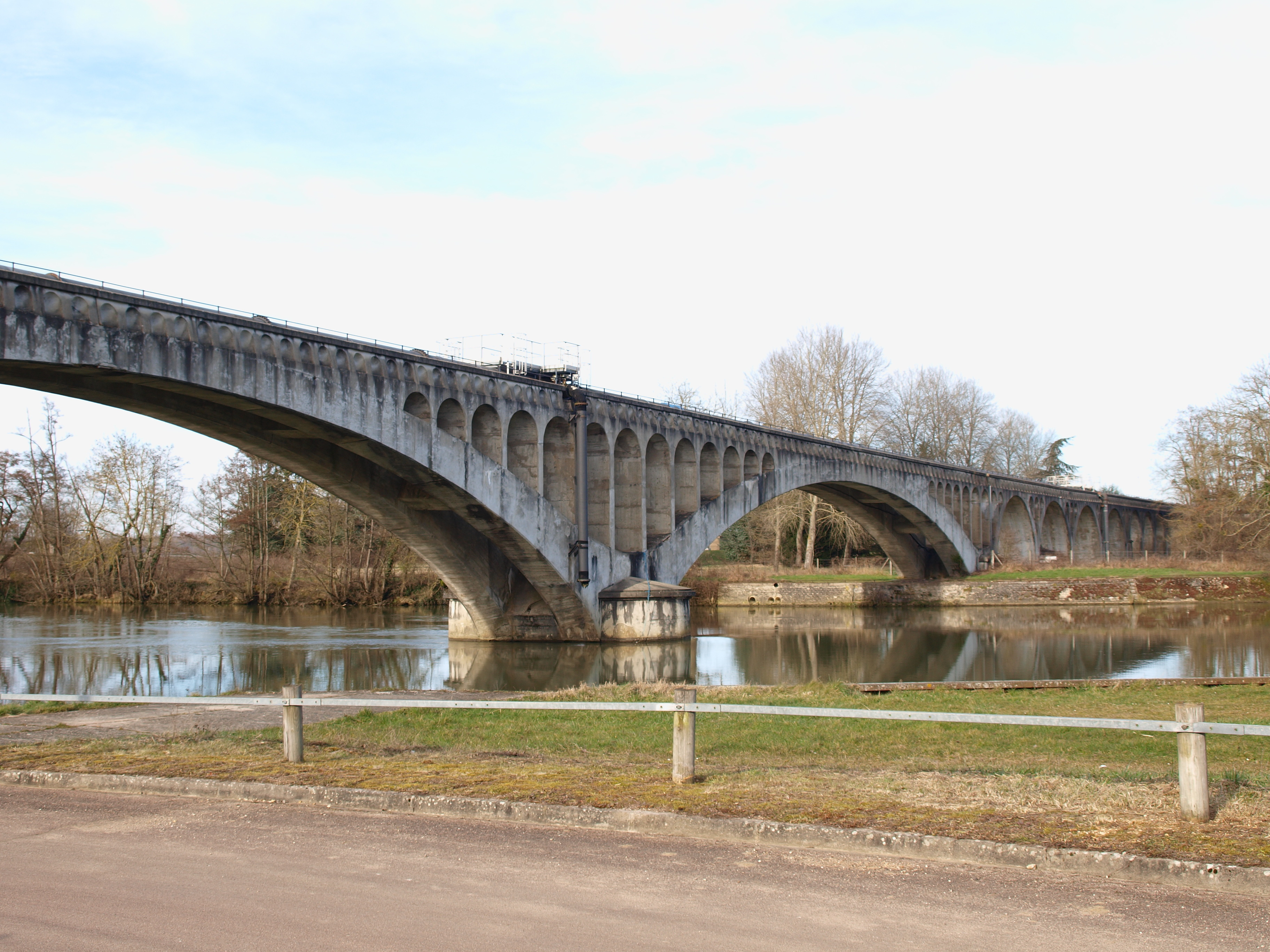
Franchissement de l'Yonne par l'aqueduc de la Vanne à Villeperrot.

### Ouvrages d'art de l'aqueduc de la Vanne
- Source d'Armentières
- Arcades de Mont Audouard (Foissy sur Vanne) : 126 m
- Pont-aqueduc de Foissy sur Vanne : 12 m
- Arcades de Foissy sur Vanne : 96 m
- Arcades et siphon de Chigy : 1 380 m
- Arcades de Pont-sur-Vanne : 194 m
- Arcades du Petit-Villiers (Villiers-Louis) : 179 m
- Arcades de Malay-le-Petit : 199 m
- Arcades de Malay-le-Grand : 157 m
- Siphon de Sens : 459 m
- Siphon de Saligny : 468 m
- Siphon de Soucy : 567 m
- Arcades de Cuy : 310 m
- Pont sur la LGV (Paris - Lyon)
- Siphon et pont-aqueduc de la vallée de l'Yonne : 3 719 m
- Arcades de Pont-sur-Yonne : 270 m
- Siphon de Villemanoche : 518 m
- Siphon d'Aigremont : 671 m
- Siphon de Chevinois : 342 m
- Arcades de Fresnes : 463 m
- Siphon et pont-aqueduc du Loing à Moret-sur-Loing : 2 595 m
- Arcades de Sablon : 910 m
- Arcades du Grand-Maître à Arcueil-Cachan : 1 931 m

### Ouvrages d'art communs aux deux aqueducs
- Arcades de la route de Nemours : 745 m
- Arcades de la route d'Orléans : 420 m
- Siphon d'Arbonne et arcades de Naux-sur-École : 290 m
- Siphon du Mont-Rouget : 890 m
- Arcades de Chevannes : 1 595 m
- Siphon de l'Essonne : 435 m
- Arcades de Courcouronnes : 1 171 m
- Arcades de Ris-Orangis : 2 500 m
- Siphon de l'Orge : 2 279 m
- Pont-aqueduc d'Arcueil : 1 060 m

## Protection sanitaire des aqueducs
Pour protéger les aqueducs des risques de pollution de leurs eaux, des zones de protection sont mises en place aux abords des aqueducs. Ces zones sont au nombre de trois : 
- la zone de protection immédiate, qui correspond à l'emprise de l'aqueduc ;
- les zones de protection rapprochée, d'une largeur de 13 m de part et d'autre de la zone centrale de protection immédiate ;
- les zones de protection éloignée, d'une largeur de 40 m de part et d'autre de l'aqueduc.

| Aqueduc de la Vanne - Zones de protection de l'aqueduc.png |

### Zone de protection immédiate
Toute construction est interdite dans la zone de protection immédiate de l'aqueduc, excepté les édifices propres à l'aqueduc et à son exploitation. Les routes peuvent, après autorisation, traverser cette zone.
Dans les zones urbaines, la zone de protection immédiate est souvent aménagée en promenade ou en voie verte comme en Essonne, entre Ris-Orangis et Savigny-sur-Orge.

### Zone de protection rapprochée
Comme pour la zone de protection immédiate, toute construction est interdite dans la zone de protection rapprochée de l'aqueduc ainsi que les dispositifs d'assainissement, les dépôts d'objets ou de matières pouvant polluer le sol. De même, sont interdits les fouilles, les carrières, les décharges, les stations services, le stockage de liquide ou de gaz et le stationnement des véhicules.
Dans cette zone, les chaussées et les trottoirs, à condition qu'ils soient étanches, et certaines canalisations parallèles à l'aqueduc, sont tolérés.

### Zone de protection éloignée
Sont interdits dans cette zone : les dispositifs d'assainissement, les fouilles, les carrières, les décharges, les dépôts d'objets ou de matières pouvant polluer le sol, les stations services et le stockage de liquide ou de gaz industriel ou commercial.
Dans cette zone, sont tolérés : le stockage de liquide ou de gaz à usage domestique, le stationnement des véhicules sous condition que le sol soit étanche, et certaines canalisations d'eaux pluviales, d'eaux usées ou hydrocarbures.

## Galerie de photographies

Sélection de vues des aqueducs de la Vanne et du Loing.
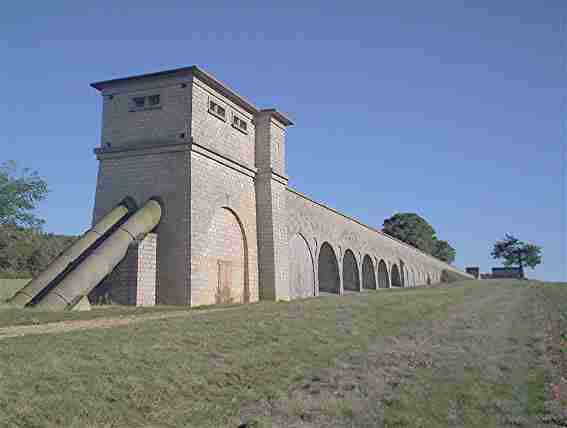
Tête de siphon de l'aqueduc de la Vanne à Sens.
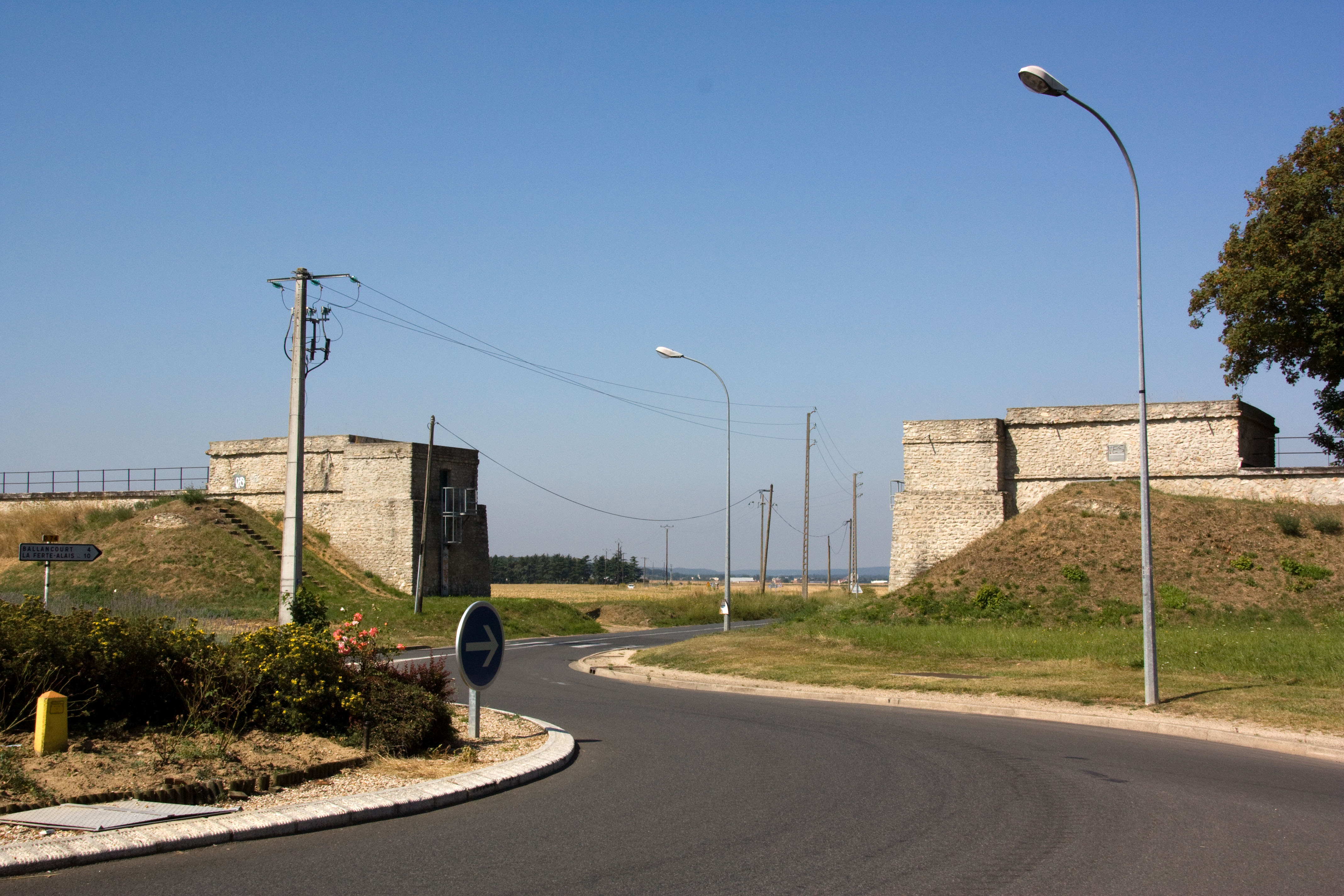
Passage en siphon sous la RD 74 à Chevannes.
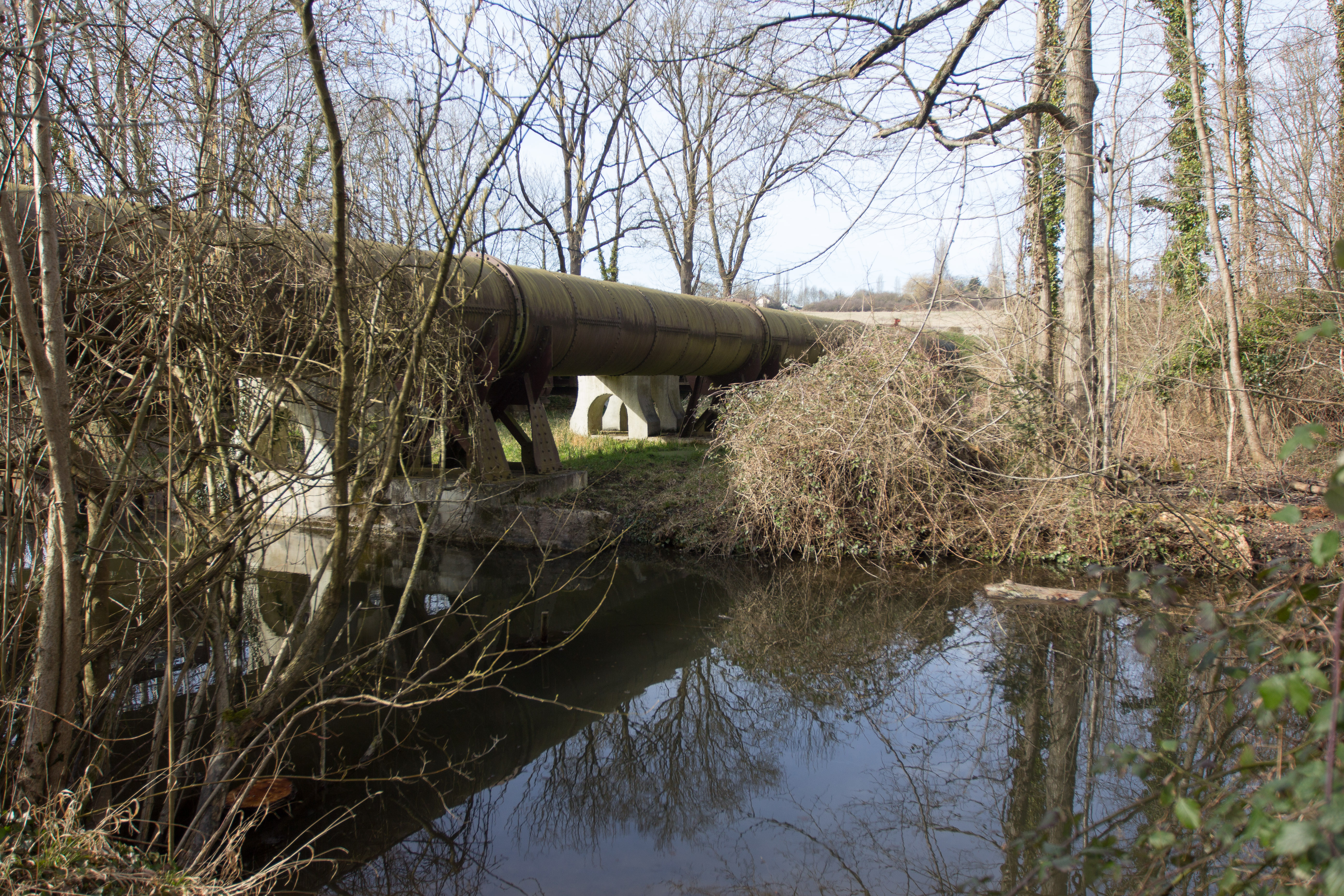
Franchissement de l'Essonne à Villabé.
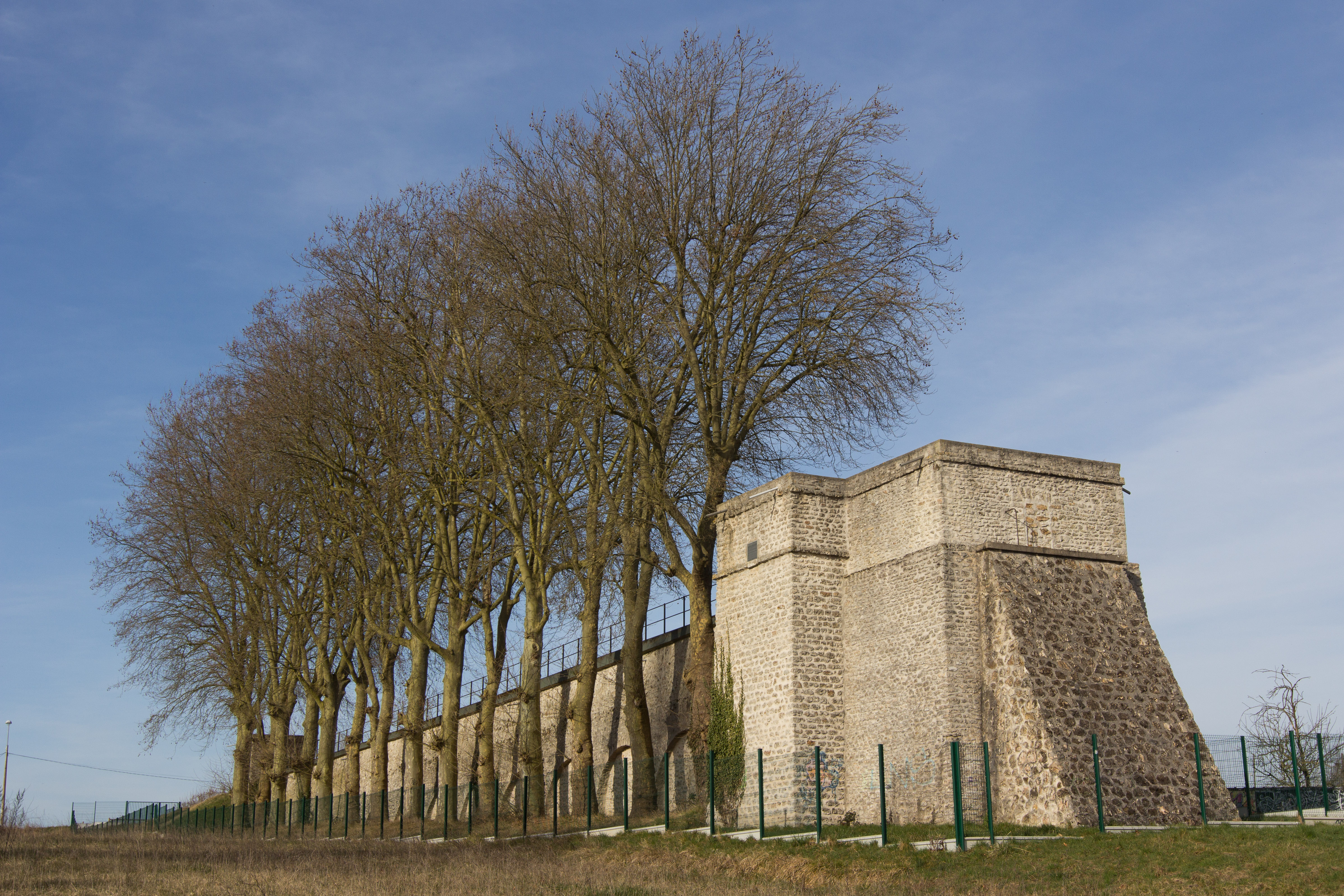
Tête de siphon des aqueducs de la Vanne et du Loing à Villabé.
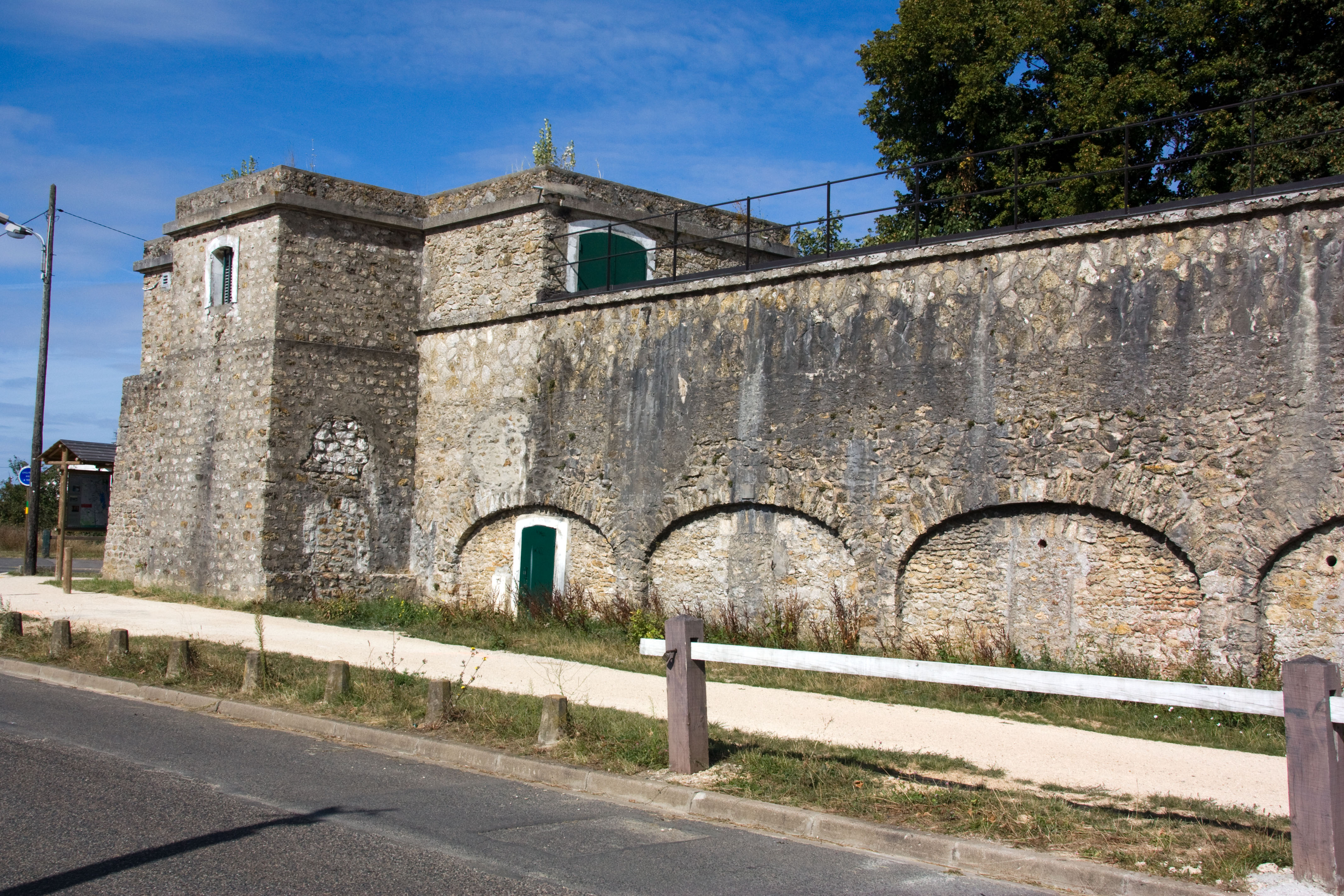
Aqueducs de la Vanne  et du Loing à Viry-Châtillon.